# Mesazonte

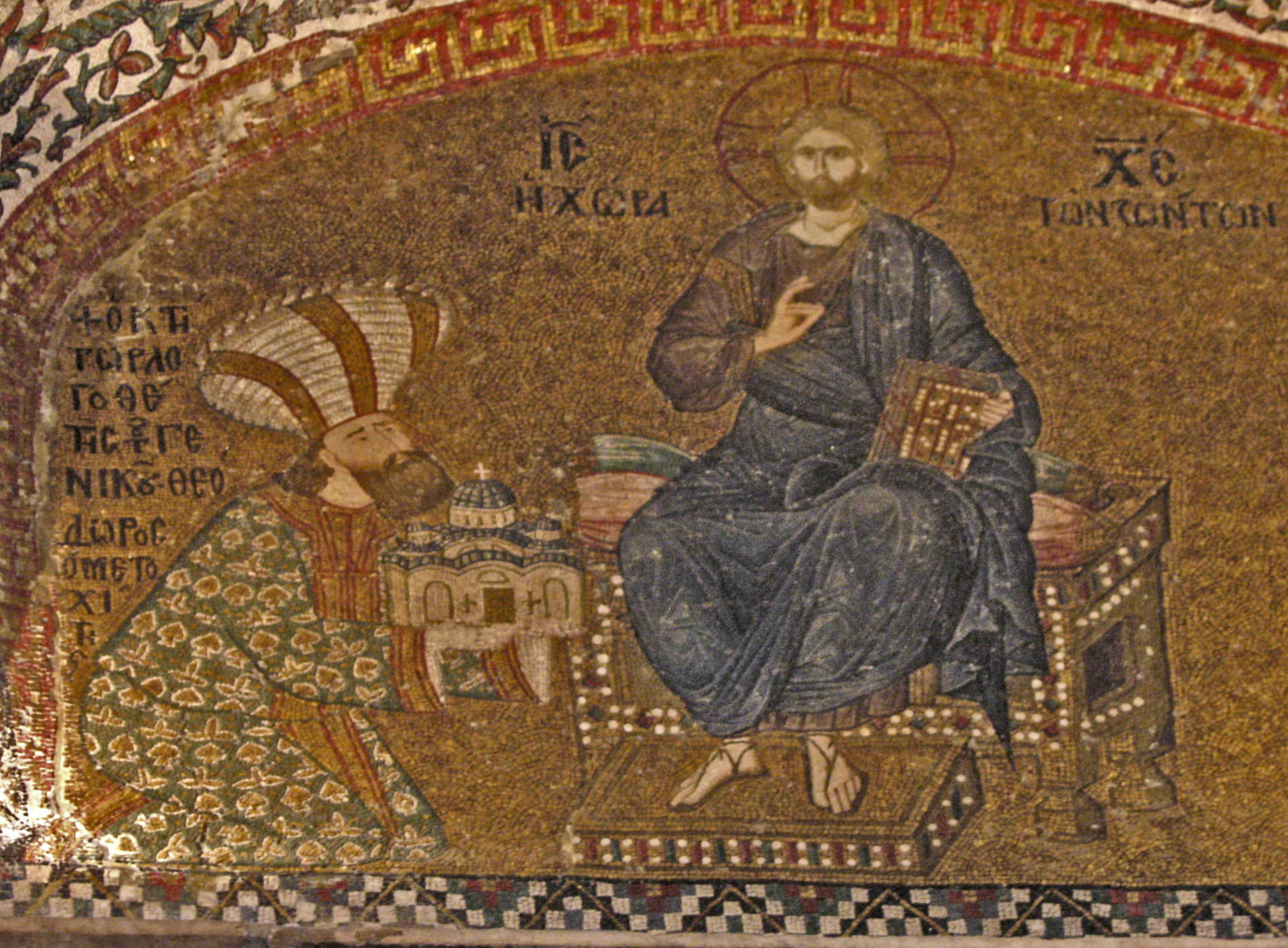
Mosaico de Teodoro Metoquita (esquerda), o mesazonte do imperador, apresentando o modelo da renovada Igreja de São Salvador em Chora para Cristo Pantocrator

Mesazonte (em grego: μεσάζων; romaniz.: mesazōn; intermediário; plural:mesazontes) foi uma alta dignidade e oficio durante os últimos séculos do Império Bizantino, que atuou como o ministro chefe e principal assessor do imperador bizantino.

## História e funções
A origem do termo remonta ao século X, quando ministros seniores foram às vezes referidos como os mesiteontes (em grego: μεσιτεύοντες; romaniz.: mesiteuontes), ou seja, "mediadores" entre o imperador bizantino e seus súditos (paradinástevo). O título tornou-se oficial no século XI, quando foi conferido para Constantino Leicuda, o futuro patriarca ecumênico de Constantinopla Constantino III.
No período Comneno, foi concedido aos altos oficiais do governo que atuavam como primeiros-ministros, tal como o caníclio e o grande logóteta, mas ainda não tinha adquirido uma função permanente e específica, nem o poder que o caracterizou em anos posteriores. Pelo contrário, foi um título concedido ao principal secretário imperial, que atuou precisamente como um "intermediário" entre o imperador bizantinos e outros oficiais. Isto reflete a mudança do governo bizantino sob os Comnenos da antiga burocracia ao estilo romano para uma mais restrita à classe aristocrática dominante, onde o governo foi exercido dentro da família imperial, como na Europa Ocidental feudal.
O ofício de mesazonte tornou-se formalmente institucionalizado no Império de Niceia, quando o titular do mesastício (mesastikion; como a função tornou-se conhecida), serviu como ministro chefe do Império Bizantino, coordenando os outros ministros. Como o historiador e imperador bizantino João Cantacuzeno (r. 1247–1254) registra, o mesazonte foi "necessário pelo imperador dia e noite". Este arranjo foi herdado pelo restaurado Império Bizantino dos Paleólogos e continuou em uso até a Queda de Constantinopla em maio de 1453. O ofício foi também usado com a mesma função nas cortes bizantinas do Epiro, Moreia e Trebizonda. Em último caso, adquiriu o epiteto megas ("grande").

## Lista de mesazontes
- Constantino III de Constantinopla - 1050
- Teodoro Estipiota - sob Manuel I Comneno (r. 1143–1180)
- João Ducas Camatero - sob Manuel I Comneno
- Miguel Hagioteodorita - Sob Manuel I Comneno
- Teodoro Maurozomes - sob Manuel I Comneno
- Demétrio Comneno Tornício - sob João III Ducas Vatatzes (r. 1221–1254)
- Teodoro Muzalon - 1294
- Nicéforo Cumno - 1294-1305, sob Andrônico II Paleólogo (r. 1272–1328)
- Teodoro Metoquita - 1305-1328, sob Andrônico II Paleólogo
- Aleixo Apocauco - 1328-1345, sob Andrônico III Paleólogo (r. 1328–1341) e João V (r. 1341–1391)
- Demétrio Cidones - 1347-1354, sob João VI Cantacuzeno (r. 1347–1354); 1369–1383 sob João V Paleólogo; 1391-1396 sob Manuel II (r. 1391–1425)
- Jorge Gudel - final dos anos 1390, sob Manuel II Paleólogo
- Demétrio Crisoloras - 1403-1408 em Salonica sob João VII
- João Frangópulo - 1428/1429 na Moreia sob o déspota Teodoro II Paleólogo
- Jorge Ducas Filantropeno - 1430-1439 sob João VIII (r. 1425–1448)
- Demétrio Paleólogo Cantacuzeno - 1434/1435–1448 sob João VIII Paleólogo
- Jorge Ducas Filantropeno e Manuel Jagária Paleólogo - 1438–1439 sob João VIII Paleólogo
- Lucas Notaras - 1434–1453, sob João VIII Paleólogo e Constantino XI (r. 1449–1453)